# Krupina
Krupina (německy Karpfen, maďarsky Korpona) je jedno z nejstarších měst Slovenska, ležící v Banskobystrickém kraji. Žije v něm přibližně 7 600 obyvatel.

## Historie
Na základě archeologických nalezišť v okolí Krupiny je možné předpokládat, že okolí Krupiny bylo osídlené už v mezolitě. Evidované jsou nálezy kamenných mlát a seker v Dobré Nive, početné nálezy z mladší doby kamenné z Hontianských Nemec, Ladzan a Sebechleb. Důkaz osídlení okolí Krupiny svědčí i nálezy měděných seker a dlát ze starší doby bronzové v Hontianských Nemcích, Lišově a Domanikách. Ozdobné předměty ze střední doby bronzové se našli v Horných Rykynčicích, Cerovu, Čabradském Vrbovku na Čabradském hradě a v Domanikách. V okolí Krupiny jsou i nálezy z mladší doby bronzové. Jelikož se na území samotného města Krupiny našlo málo nálezů svědčících o jeho osídlení, z poměrně hustého osídlení jeho blízkého okolí v tomto období, je možné předpokládat, že na území dnešního města sídlil člověk už v pravěku. V středověku území Krupiny osídlili Slované-Slováci. Důkazem osídlení svědčí i samostatný slovansko-slovenský název Krupina (v latinské listině z roku 1135 Corpona). Krupina společně s Trnavou, Zvolenem a Banskou Štiavnicí patří mezi nejstarší města na Slovensku. Městská práva dostala pravděpodobně v roce 1238. V období tureckého nebezpečí tu byla postavená strážní věž – Vartovka, kulturní památka, dnes používána jako rozhledna.

## Přírodní poměry
Přes Krupinu teče řeka Krupinica, která pramení v Javorí na úpatí vrchu Veľky Lysec (886,4 metrů), při osadě Podlysec na katastrálním území Zaježová (v současnosti část obce Pliešovice), v nadmořské výšce cca 735 metrů. Při Šahách se vlévá do Ipľa. V katastrálním území Krupina leží národní přírodní rezervace Mäsiarsky bok, přírodní rezervace Holý vrch a přírodní památky Krupinské bralce a Sixova stráň.

## Obyvatelstvo

### Etnické složení
- Slováci - 97,63 %
- Romové - 1,14 %
- Češi - 0,38 %
- Maďaři - 0,34 %
- Ukrajinci - 0,03 %
- a jiní

### Náboženské složení obyvatel
- katolíci - 70,32 % (5 619)
- evangelíci - 17,86 % (1 427)
- ateisté - 9,27 % (741)
- Adventisté sedmého dne - 0,39 % (31)
- Apoštolská církev - 0,1 (8)
- Svědkové Jehovovi - 0,09 % (7)
- jiné - 0,08 % (5)
- řeckokatolická církev - 0,06 % (5)
- Evangelická církev metodistická - 0,05 % (4)
- Reformovaná křesťanská církev - 0,03 % (2)
- pravoslaví - 0,03 % (2)
- Bratrská jednota baptistů - 0,03 % (2)
- starokatolická církev - 0,03 % (2)
- Církev československá husitská - 0,03 % (2)
- židé - 0,01 % (1)
- křesťanské sbory - 0,01 % (1)
- nezjistitelné - 1,64 % (131)

## Sociální a zdravotní péče
V nejstarším období plnily kláštery sociální a částečně zdravotní úlohy. V souvislosti se vznikem městského organizmu, zdravotní funkci přebralo na sebe město. Přímo v Krupině byl kdysi špitál s kostelem a podobně i jako v jiných středověkých městech, bylo úlohou správců špitálu starat se o chudé a nemocné lidi ve městě a poskytovala jim duchovní, sociální a pravděpodobně i zdravotní péči. Nejstarší písemná zmínka o špitálu v Krupině je v listinách z roku 1413 a 1415, kdy se uvádí správce Ján z Prievidze a později v roce 1437, kde se přímo uvádí špitál sv. Alžběty za hradbami města. Jeho správcem byl Ostrihomskou kapitulou jmenován Ján Martiny z Dvorník.
Reálná nemocnice se otevírá 27. února 1966 přebudováním bývalých úřadů (daňového úřadu, geodézie). Po obnovení okresu Krupina v roce 1996 se i krupinská nemocnice odčleňuje od OÚNZ Zvolen. Napříč tomu se nepodaří získat dostatek financí, díky čemu dochází k zrušení dětského oddělení. Od 1. ledna 2003 transformací nemocnic tzv. I. typu ze zřizovatelské působnosti Ministerstva zdravotnictví SR pod obce a města vzniká MĚSTSKÁ NEMOCNICE S POLIKLINIKOU Krupina, n.o. Nemocnice je nadále vystavována tlaku zdravotních pojišťoven a když největší (státní) Všeobecná zdravotní pojišťovna Zvolen omezuje svoje smlouvní výdavky, omezuje se v Krupině činnost chirurgického oddělení. Napříč modernizaci realizované v rámci evropských fondů je další osud nemocnice, která pokrývá oblast nad 30 000 obyvatel nejasný. Momentálně je nemocnice součástí Nemocnice ve Zvolenu - pracoviště Krupina, člen Agel.sk.

## Pamětihodnosti
- Kaple svaté Anny
- Kaple Panny Marie
- Socha Andreje Braxatorise
- Evangelický kostel Krupina

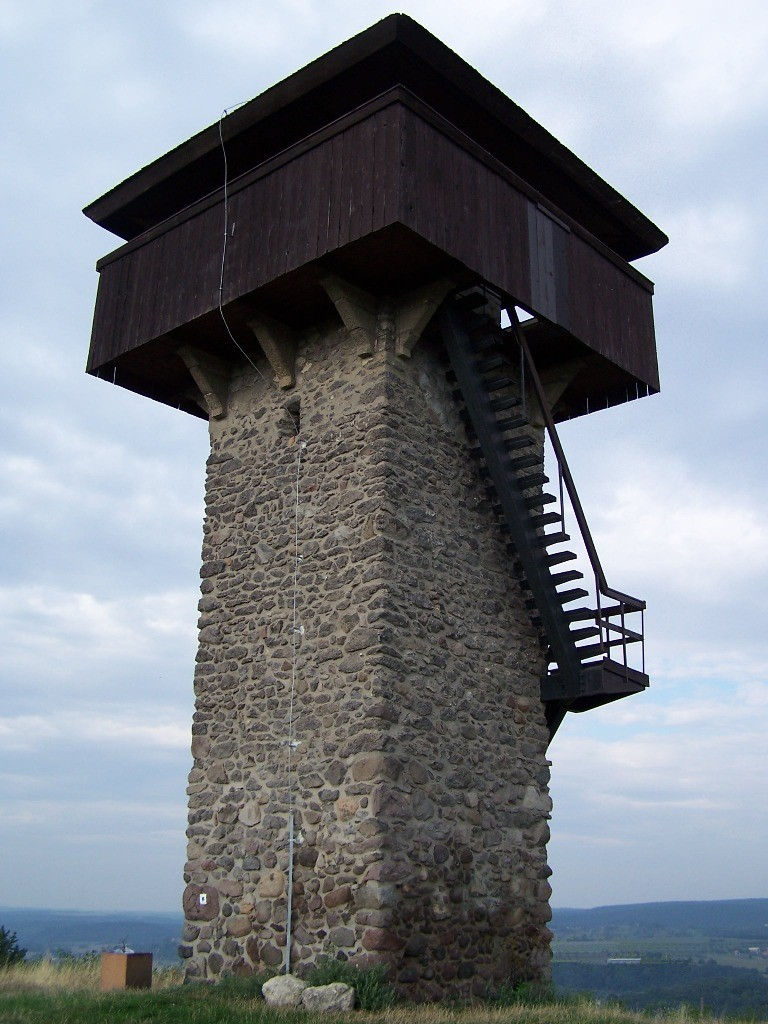
Strážní věž Vartovka

- Římskokatolický kostel Narození Panny Marie
- Radnice
- Městské opevnění
- Památná skála

## Rodáci
- Samuel Hruškovic (1694–1748), básník, autor duchovní poezie
- Elena Maróthy-Šoltésová (1855–1939), prozaička, redaktorka a publicistka
- Viliam Polónyi, herec
- Andrej Sládkovič (1820–1872, vlastním jménem Andrej Braxatoris), básník